# Lestes urubamba
Lestes urubamba là loài chuồn chuồn trong họ Lestidae. Loài này được Kennedy mô tả khoa học đầu tiên năm 1942.